# La Métamorphose d'Ovide figurée
 (février 2024).
La mise en forme du texte ne suit pas les recommandations de Wikipédia : il faut le « wikifier ».
Les points d'amélioration suivants sont les cas les plus fréquents :
- Les titres sont pré-formatés par le logiciel. Ils ne sont ni en capitales, ni en gras.
- Le texte ne doit pas être écrit en capitales (les noms de famille non plus), ni en gras, ni en italique, ni en « petit »…
- Le gras n'est utilisé que pour surligner le titre de l'article dans l'introduction, une seule fois.
- L'italique est rarement utilisé : mots en langue étrangère, titres d'œuvres, noms de bateaux, etc.
- Les citations ne sont pas en italique mais en corps de texte normal. Elles sont entourées par des guillemets français : « et ».
- Les listes à puces sont à éviter, des paragraphes rédigés étant largement préférés. Les tableaux sont à réserver à la présentation de données structurées (résultats, etc.).
- Les appels de note de bas de page (petits chiffres en exposant, introduits par l'outil «  Source ») sont à placer entre la fin de phrase et le point final[comme ça].
- Les liens internes (vers d'autres articles de Wikipédia) sont à choisir avec parcimonie. Créez des liens vers des articles approfondissant le sujet. Les termes génériques sans rapport avec le sujet sont à éviter, ainsi que les répétitions de liens vers un même terme.
- Les liens externes sont à placer uniquement dans une section « Liens externes », à la fin de l'article. Ces liens sont à choisir avec parcimonie suivant les règles définies. Si un lien sert de source à l'article, son insertion dans le texte est à faire par les notes de bas de page.
- La présentation des références doit suivre les conventions bibliographiques. Il est recommandé d'utiliser les modèles {{Ouvrage}}, {{Chapitre}}, {{Article}}, {{Lien web}} et/ou {{Bibliographie}}. Le mode d'édition visuel peut mettre en forme automatiquement les références.
- Insérer une infobox (cadre d'informations à droite) n'est pas obligatoire pour parachever la mise en page.

Pour une aide détaillée, merci de consulter Aide:Wikification.
Si vous pensez que ces points ont été résolus, vous pouvez retirer ce bandeau et améliorer la mise en forme d'un autre article.
La Métamorphose d'Ovide figurée parait en 1557 chez l'imprimeur lyonnais Jean de Tournes. Cette édition est accompagnée de 178 gravures sur bois réalisées par Bernard Salomon et de huitains composés peut-être par le poète Barthélemy Aneau.

## Contexte d'édition
Les publications des Métamorphoses d'Ovide sont des œuvres très attendues et appréciées au XVIe siècle. Pour cette édition, Jean de Tournes collabore avec Bernard Salomon, graveur avec lequel il a déjà eu l'occasion de travailler en 1553 lors de la parution des Quadrins historiques de la Bible.
Non étranger à la représentation des épisodes ovidiens, Bernard Salomon produit « dès 1549 une série de vingt-deux gravures sur bois pour orner les traductions des deux premiers livres des Métamorphoses par Clément Marot ». Mais c'est dans son édition de 1557 que Bernard Salomon livre l'un de ses plus grand chefs-d’œuvre. Bernard Salomon se place alors comme l’un des « acteurs majeurs du livre illustré à Lyon ».

## Illustrations

### Inspirations
Les Métamorphoses d'Ovide ont été abondamment adaptées tout au long du Moyen Age; que ce soit en vers ou en prose, et aussi bien en latin qu'en langue vernaculaire. Ces manuscrits ont été richement enluminés. Ghislaine Amielle, travaillant sur la tradition iconographique des Métamorphoses d’Ovide, met en lumière l’influence des représentations du XVe siècle sur les illustrateurs majeurs du siècle suivant.
Cela est par exemple le cas de la Bible des poëtes publiée en 1493 à Paris par Antoine Vérard. Pour Ghislaine Amielle, cette édition a particulièrement inspiré les représentations gravées de Bernard Salomon dans sa Métamorphose d'Ovide figurée de 1557 et, à sa suite, de nombreux autres illustres graveurs.

### Composition de la page
L'édition de la Métamorphose d'Ovide figurée de 1557 est exemplaire par sa mise en forme du texte qui confère une place centrale à l'image. La mise en forme de la page suit le schéma « titre - image – huitain». Cette organisation paginale rappelle celle des livres d'emblèmes.
En plus des gravures sur bois de Bernard Salomon, le graveur orne la page tout entière d'élégants motifs d'arabesques, de rinceaux ou de grotesques qui en décorent les encadrements. Chacun de ces ornements est unique. L'art de Bernard Salomon fait preuve d'une originalité et d'une invention créative nouvelles à une époque « où il n'est scandaleux ni de pratiquer la copie ni de remployer les bois gravés d'un ouvrage à l'autre». Cette maestria de la figuration fait de Bernard Salomon un graveur prestigieux à son époque, et encore aujourd'hui.

### Le statut des gravures
La fin du XVe siècle et le début du XVIe siècle marquent un tournant important dans l’histoire du livre illustré. Le succès du genre des Métamorphoses d’Ovide est tel que de nombreux livres illustrés sont imprimés à partir des manuscrits gravés et sont largement diffusés. Dès lors, la tradition iconographique des Métamorphoses se standardise et devient fixe. Les représentations gravées de ces épisodes mythologiques marquent donc l’un des pivots de la transition du manuscrit gravé au livre imprimé.
A la Renaissance, les éditions en langue française font la part belle à l’image. Ghislaine Amielle affirme : « Dans une époque férue d'art, on se prévaut du rôle didactique dévolu à l'illustration depuis le Moyen Age ainsi que du précepte édicté par Horace, ut pictura poesis, pour orner avec profusion les livres».
L'illustration aide à la compréhension du texte et à la délectation de celui qui la regarde. L’image augmente la valeur artistique et marchande d’un ouvrage. Ainsi, à la dimension didactique de l’image, héritée de l’étude de la Bible au Moyen Age, s’ajoute donc une dimension esthétique. Mais cette dernière dépasse le rôle de simple décoration. A la Renaissance, l’image n’est donc plus à envisager seulement à travers un prisme pédagogique ou uniquement à travers le prisme de l’ornementation. « Média concurrent du texte, [l’image, même lorsqu'elle ne semble entretenir aucun rapport de spécificité avec le poème], raconte à l'occasion les légendes […] et suscite à son tour la poésie».

### L'image dans laMétamorphose d'Ovide figurée(1557)
Dans l’édition de 1557 illustrée par Bernard Salomon, les gravures viennent amplifier et enrichir, voire combler, le texte. Les poèmes accompagnant les illustrations sont très brefs et parfois même lacunaires. Pour Ghislaine Amielle, moins que des poèmes accompagnés d’images, le texte se révèle plutôt être une légende accompagnant l’illustration. 
L’image se lit à la manière d’un texte. En incluant en une même vignette plusieurs épisodes d’une même action ou d’un même mythe, en appelant à un « mode de déchiffrement métaphorique », l’image devient alors une forme de langage en elle-même. « Polysémique, l'image repose sur un réseau de connotations puisque sa valeur propre s'efface souvent au profit d'un propos métaphorique qui détermine seul le sens à donner à ses composantes». Dans une Renaissance marquée par l’humanisme l’image incarne alors une forme de « poésie muette» et vient enrichir, voire concurrencer, le texte qu’elle illustre. 
Dans son édition des Métamorphoses, Bernard Salomon a un rôle actif. Ses illustrations n'ornent pas le récit mais suscitent le récit. « Les choix faits par l’artiste produisent des ‘accents’ nouveaux». Le caractère unique de cette édition est mis en lumière par les choix du graveur, qui décide de mettre en avant par l'image différents récits brefs ou mineurs dans le texte ovidien. « Pour couvrir l’étendue des histoires, l’illustrateur, soit les décompose en plusieurs scènes, soit adopte la technique multi-narrative qui fait réunir plusieurs moments d’une histoire dans la même image». Plus qu'un simple illustrateur, Bernard Salomon écrit une lecture nouvelle des Métamorphoses par l'image.
L’illustration incarne alors à partir du milieu du XVIe siècle un « métalangage qui autorise toutes les lectures sémiologiques». L’image n’a plus alors comme seules fonctions d’agrémenter le texte et de l’expliciter par la figuration ; « narrative, elle se veut une poésie plus suggestive si possible que l’écrit».
La liberté de l’image repose en ce qu’elle véhicule sa propre morale et peut se révéler infidèle au texte. Au XVIe siècle, l’illustrateur ne recherche pas forcément l’exactitude littérale ; au contraire l’illustration révèle un degré nouveau du texte imposant au lecteur « un déchiffrement actif de l'illustration et non sa lecture naïve». A la Renaissance, la double lecture du texte et de l’image impose d’une une certaine « gymnastique intellectuelle» appréciée des humanistes.
C’est alors bien l’image qui s’inscrit comme la composante centrale du livre. Chez Bernard Salomon « [les images] ne sont plus subordonnées à la poésie, ni même ses auxiliaires, mais conquièrent le titre de mode d'expression privilégié». La Métamorphose d'Ovide figurée de Bernard Salomon marque donc une révolution dans l’histoire du livre illustré.
Le rayonnement de l’œuvre de Bernard Salomon contribue à la vulgarisation des Métamorphoses, texte majeur de l’Antiquité, et à sa figuration. Grâce à lui, la lutte d’influence qui oppose l’illustration au texte se conclut par le succès de l’image.

## Postérité des gravures de laMétamorphose d'Ovide figurée (1557)
En Europe, les images illustrant les épisodes mythiques ovidiens connaissent un tel succès qu’elles sont diffusées en différentes suites gravées accompagnées parfois d’un court texte explicitant l’épisode représenté. « Dans ces compilations, qui privilégient l’image au détriment du texte, l’illustration s’impose en tant que traduction visuelle de la fable ovidienne». Les XVIe, XVIIe et XVIIIe siècles en Europe sont marqués par une forte circulation des éditions imprimées des Métamorphoses d’Ovide « traduites en français, anglais, espagnol, allemand ou néerlandais et illustrées par de grands peintres et graveurs tels que Bernard Salomon, Virgil Solis, Hendrick Goltzius, Antonio Tempesta, Jean Lepautre, Crispin de Passe ou François Chauveau».
Plus de trois cent éditions illustrées des Métamorphoses sont publiées entre 1497 et 1800. Celles-ci rassemblent près de trente mille gravures sur bois et à l’eau-forte.
Au cœur de cette effervescence, l’édition française de 1557, imprimée à Lyon par Jean de Tournes et illustrée par le graveur Bernard Salomon, est « le point de départ de toute une série de productions littéraires illustrées, de traductions et d’adaptations des Métamorphoses».

### Dans la littérature
Dès 1557, la Métamorphose d'Ovide figurée connait un grand succès bien que les rééditions de l'ouvrage furent peu nombreuses. Jean de Tournes prévoit également la publication d'éditions de la Métamorphose d'Ovide figurée en langues étrangères.
Dès 1559, « l'italien Gabriel Simeoni contribue à la version italienne du livre (La vita et la metamorfoseo d'Ovidio) en écrivant de nouveaux poèmes en ottava rima (huitains) pour accompagner les gravures de Salomon».

### Dans les arts graphiques
Largement diffusée dès sa parution en 1557 la suite gravée de Bernard Salomon inspire de nombreux emblématistes comme Reusner, tout comme des peintres et artisans. Les gravures de la Métamorphose d'Ovide figurée de Bernard Salomon s’inscrivent comme une source d’inspiration majeure pour les graveurs et dessinateurs au XVIe et XVIIIe siècles.
De nombreux graveurs se saisissent des gravures de Bernard Salomon pour les copier, s'en inspirer et fournir des illustrations à d'autres éditions des Métamorphoses. « C’est le cas de Virgil Solis, artiste de Nuremberg, dont les gravures figurèrent dans des éditions en différentes langues : latin, allemand, mais aussi néerlandais».
Dès 1563, le graveur allemand Virgil Solis publie à Francfort des illustrations s’inspirant largement de l’œuvre de Bernard Salomon. Solis copie avec fidélité les œuvres de Salomon et la fortune a parfois éclipsé le nom du graveur lyonnais au profit de Virgil Solis. Mais les gravures de Solis « ont prolongé et contribué à perpétuer la renommée du Lyonnais, dont le style unique et remarquable a, en effet, beaucoup et longtemps attiré les imitations».
Bernard Salomon incarne de ce fait un « artiste central dans l’histoire des éditions illustrées des Métamorphoses».

### Dans les arts décoratifs
Les œuvres de Bernard Salomon, grandement copiées et diffusées dans toute l'Europe par la gravure et l'imprimerie, inspirent aussi les arts mineurs. « Quand on commence à s’intéresser aux versions illustrées des Métamorphoses ailleurs que dans des livres – sur des pièces de vaisselle ou de mobilier, ou encore sur des murs de châteaux – on peut s’attendre à reconnaître assez souvent le modèle des gravures de Salomon».
Ces illustrations dépassent le statut d’image pour devenir de véritables « ressources iconographiques» pour toutes sortes d’artistes et d’artisans. Plus qu’un livre illustré, la Métamorphose d'Ovide figurée de Bernard Salomon devient un recueil de motifs. Ces gravures servent alors de « modèles pour la réalisation de représentations mythologiques sur différents supports tels que la céramique, la peinture murale ou de chevalet, les décorations en bois sculpté ou en stuc, entre autres».
Ainsi, le musée des Tissus et des Arts décoratifs de Lyon conserve des boiseries peintes d'après la Métamorphose d'Ovide figurée de Bernard Salomon au XVIIIe siècle. Cet ensemble de panneaux de bois décoré par des scènes ovidiennes s'inspire des illustrations de Bernard Salomon et d'artistes ayant repris ces gravures comme Virgil Solis et Antonio Tempesta. 
Par exemple, les illustrations de la Métamorphose d'Ovide figurée de Bernard Salomon, reprises par Virgil Solis, sont « une des principales ‘bases de données d’images’ pour les représentations mythologiques» dans la pratique de la majolique italienne aux XVIe et XVIIe siècles.
En outre, Ana Paula Rebelo Correia montre que si les illustrations de Bernard Salomon servent de modèles à des représentations mythologiques sur divers matériaux comme des boiseries ou de la majolique, c’est aussi le cas pour les céramiques portugaises. En effet, les azulejos puisent dans ces estampes « tout leur répertoire iconographique». Ainsi, le plus ancien panneau décoratif d’azulejos portugais représentant un épisode des Métamorphoses orne le jardin de la Quinta da Bacalhoa à Azeitao, palais construit au XVIe siècle. « Ce panneau polychrome, réalisé vers 1565, représente l’enlèvement d’Europe. L’auteur des azulejos, inconnu, a utilisé comme source d’inspiration une gravure de Bernard Salomon, parue dans l’édition des Métamorphoses publiée par Jean de Tournes en 1557». 
Anna Paula Rebelo Correia insiste sur la « proximité chronologique entre la parution de l’édition de Jean de Tournes, en 1557, et la production de l’azulejo de la Quinta da Bacalhoa, en 1565, ce qui montre que des gravures ou des majoliques réalisées d’après la gravure circulèrent assez rapidement au Portugal et suscitèrent l’intérêt» des artistes. 

## Editions notables
L'édition de la Métamorphose d'Ovide figurée 1557 a fait l'objet d'une réédition française en 1564 à Lyon par Jean de Tournes.
La Métamorphose d'Ovide figurée a également été publiée en italien en 1559 puis à nouveau en 1584 sous le titre La vita e metamorfoseo d'Ovidio figurato et abbreviato in forma d'epigrammi da M. Gabriello Symeoni à Lyon par Jean de Tournes et Gabriel Simeoni.  

## Conservation
Un exemplaire de l'édition de 1557 de la Métamorphose d'Ovide figurée est conservée à la Bibliothèque Nationale de France et est disponible en version numérique sur Gallica. Un autre exemplaire, appartenant à l'édition de 1564 est conservée à la Bibliothèque Municipale de la ville de Lyon et est disponible en version numérique sur le site Numelyo. 
Des exemplaires de l'édition italienne de 1559 sont conservés à la Bibliothèque Municipale de la ville de Lyon et sont consultables en version numérique sur le site Numelyo. Enfin, des éditions italiennes de 1584 sont elles aussi conservées à la Bibliothèque Municipale de la ville de Lyon et disponibles en version numérique sur le site Numelyo,.

## Galerie

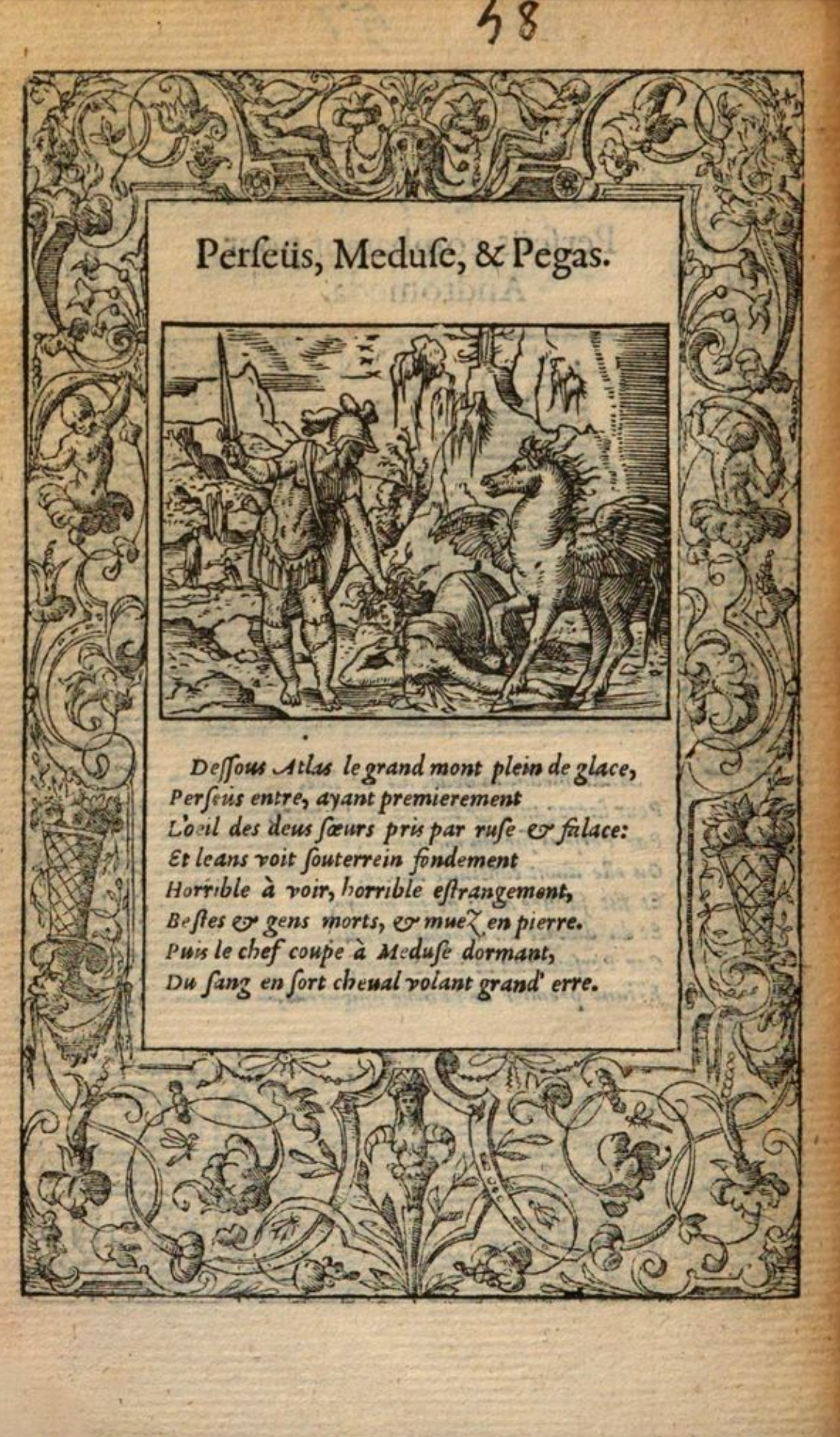
Persée, Méduse et Pégase, gravure de Bernard Salomon publiée dans la Métamorphose d'Ovide figurée par Jean de Tournes dans l'édition de 1564.
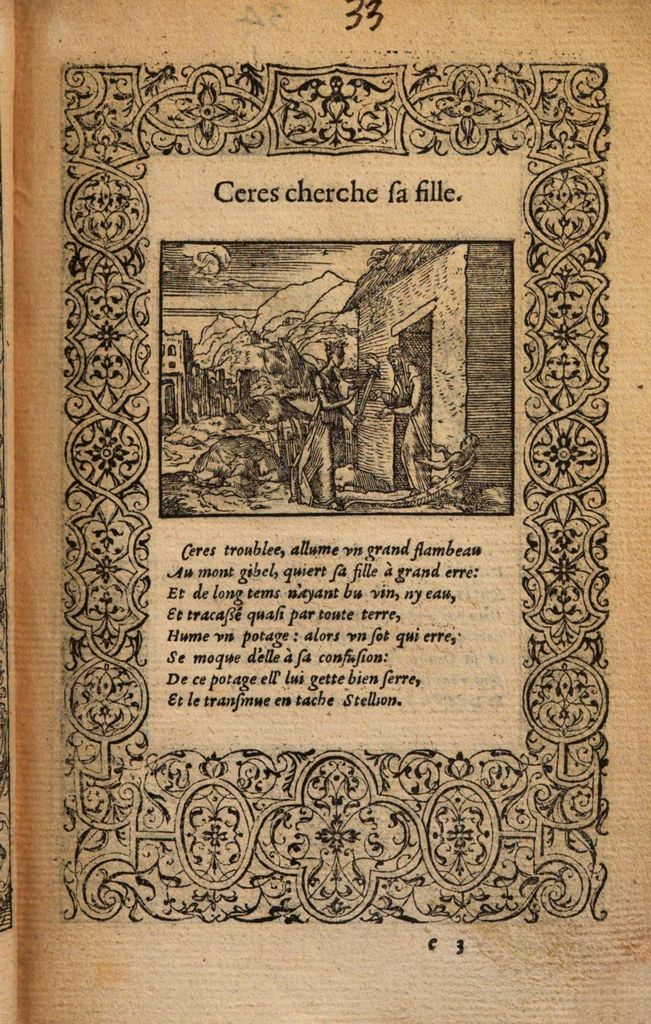
Cérès cherche la fille, gravure de Bernard Salomon publiée dans la Métamorphose d'Ovide figurée par Jean de Tournes dans l'édition de 1564.
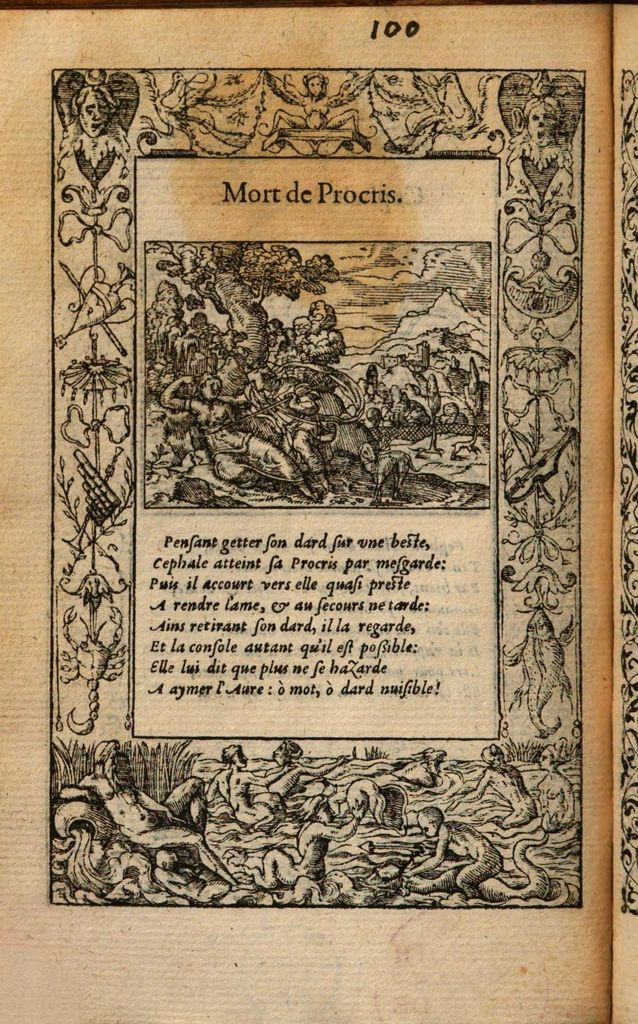
Mort de Procris, gravure de Bernard Salomon publiée dans la Métamorphose d'Ovide figurée par Jean de Tournes dans l'édition de 1564.
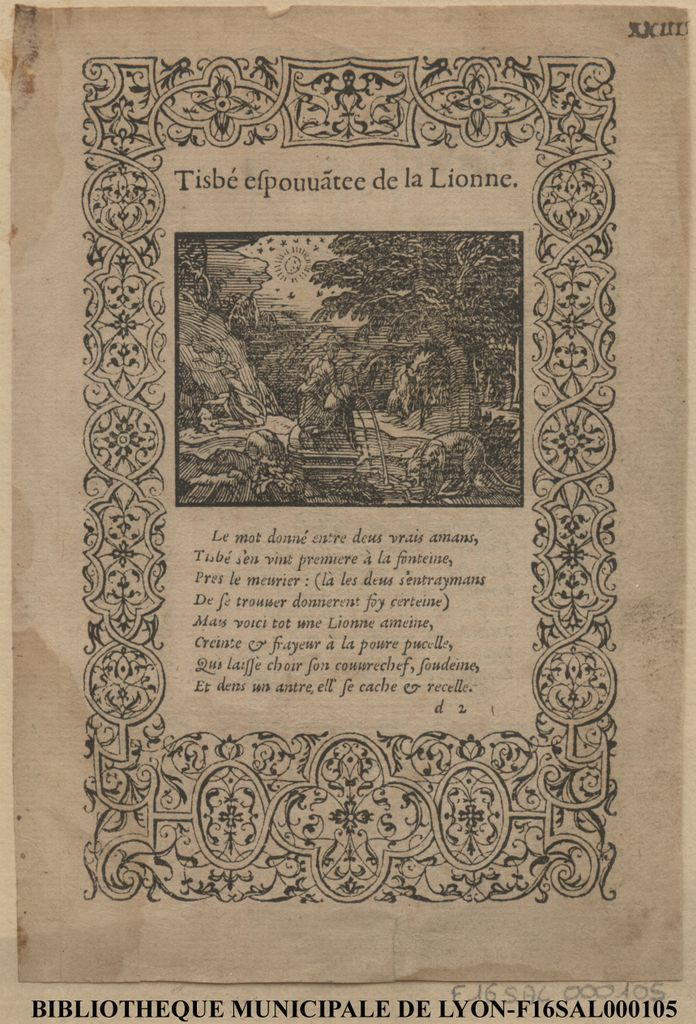
Tisbé épouvantée de la lionne, gravure de Bernard Salomon publiée dans la Métamorphose d'Ovide figurée par Jean de Tournes dans l'édition de 1564.
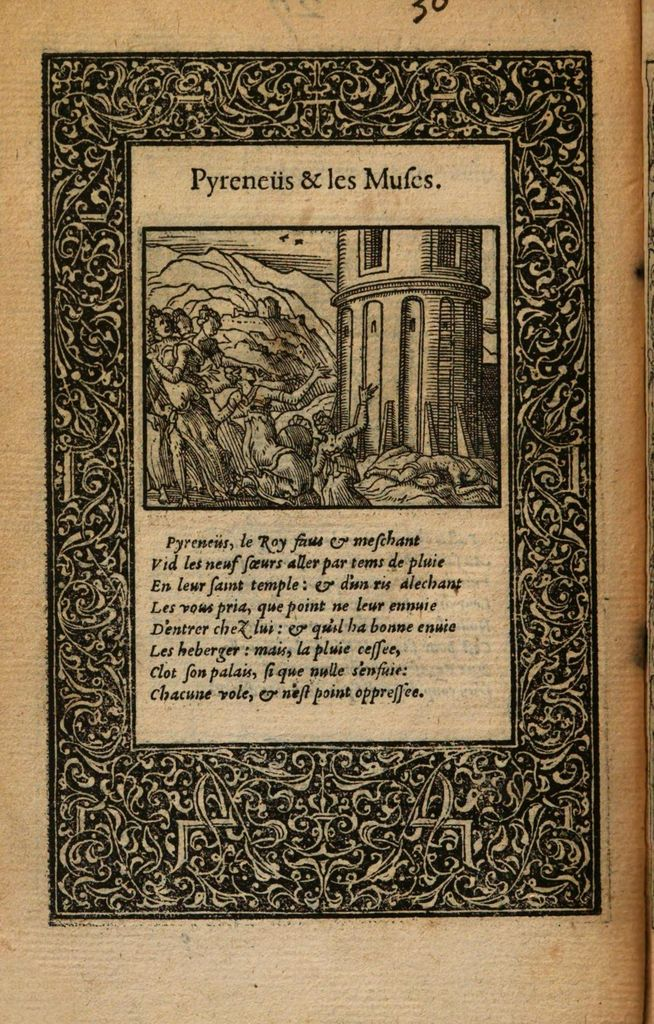
Pyrénéus et les Muses, gravure de Bernard Salomon publiée dans la Métamorphose d'Ovide figurée par Jean de Tournes dans l'édition de 1564.
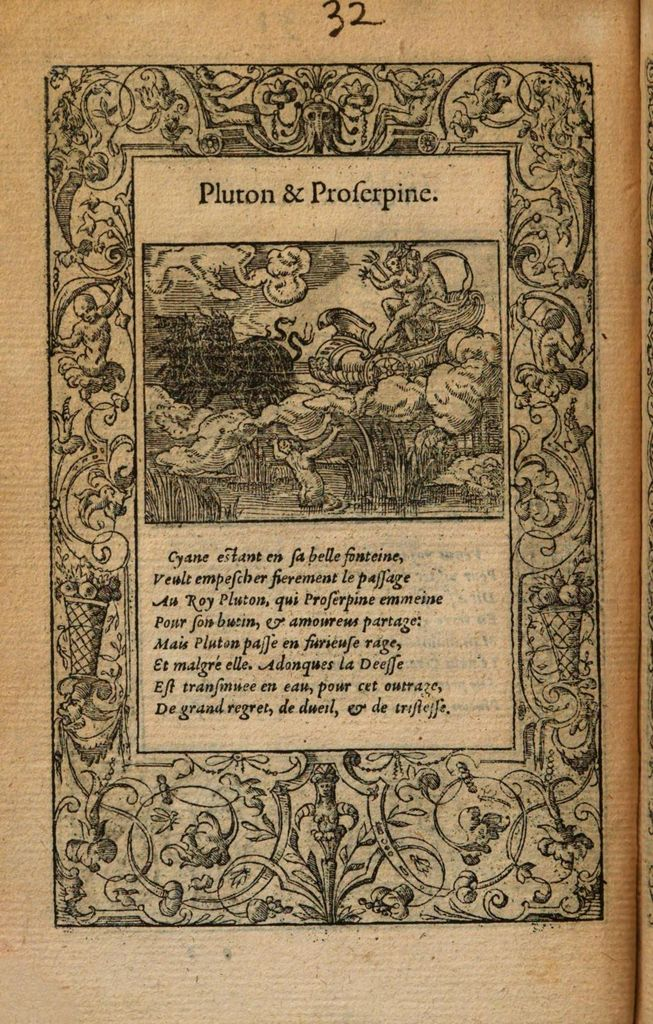
Pluton et Proserpine, gravure de Bernard Salomon publiée dans la Métamorphose d'Ovide figurée par Jean de Tournes dans l'édition de 1564.
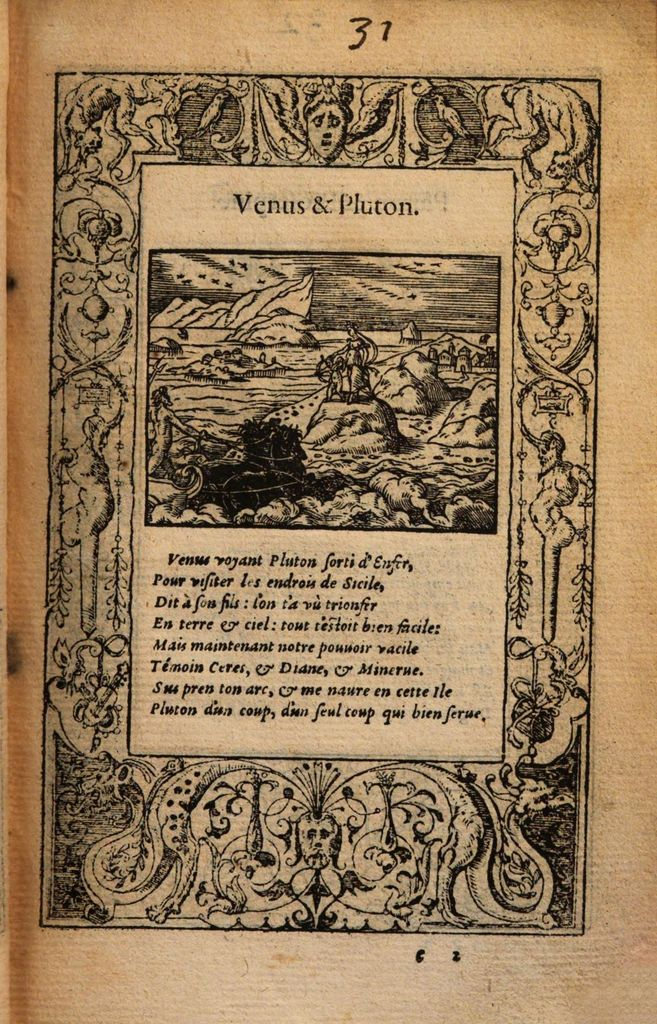
Vénus et Pluton, gravure de Bernard Salomon publiée dans la Métamorphose d'Ovide figurée par Jean de Tournes dans l'édition de 1564.
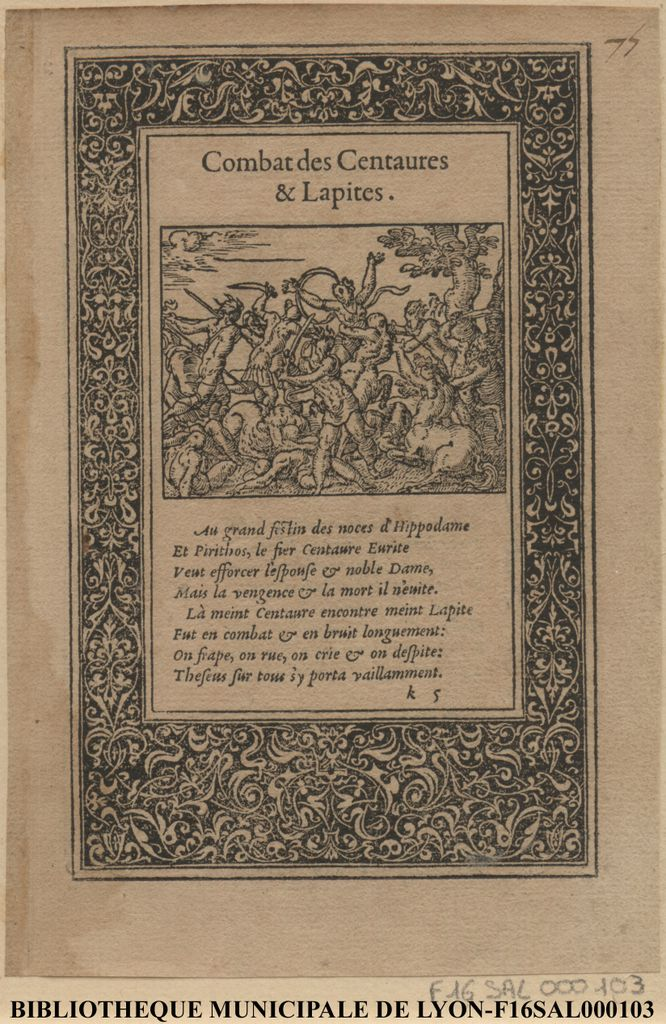
Combat des Centaures et Lapites, gravure de Bernard Salomon publiée dans la Métamorphose d'Ovide figurée par Jean de Tournes dans l'édition de 1564.
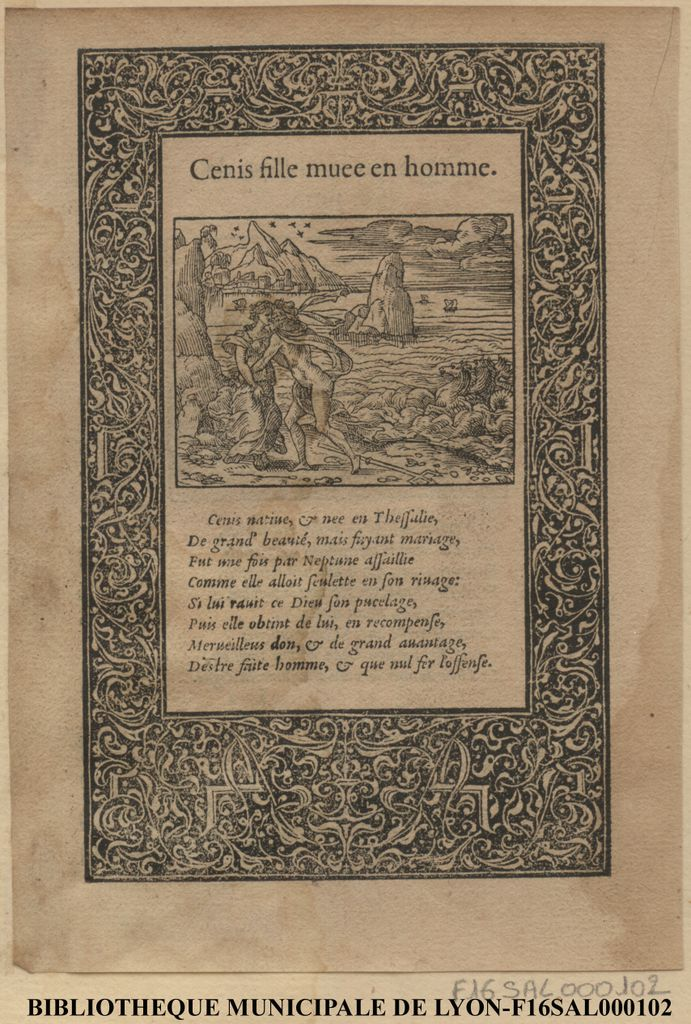
Cénis fille muée en homme, gravure de Bernard Salomon publiée dans la Métamorphose d'Ovide figurée par Jean de Tournes dans l'édition de 1564.
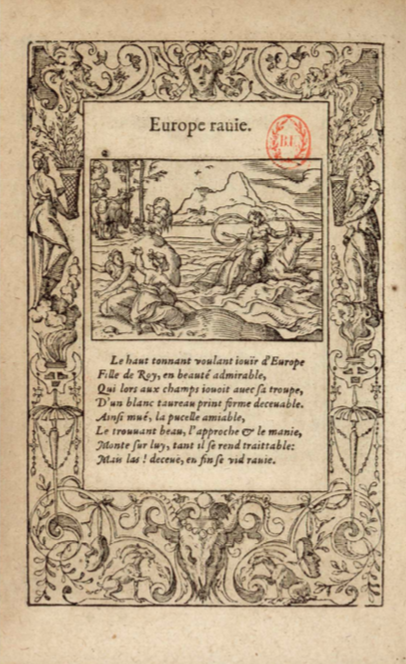
Europe ravie, gravure de Bernard Salomon publiée dans la Métamorphose d'Ovide figurée par Jean de Tournes dans l'édition de 1564.
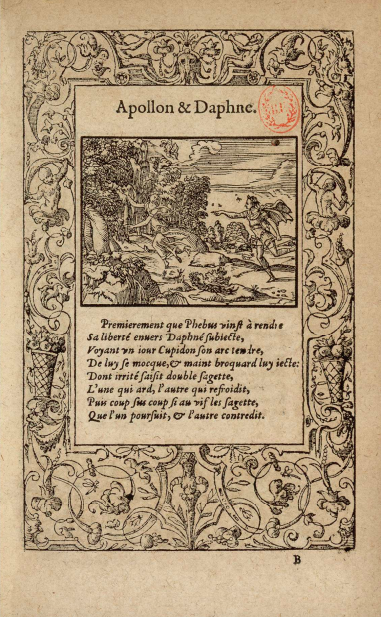
Apollon et Daphné, gravure de Bernard Salomon publiée dans la Métamorphose d'Ovide figurée par Jean de Tournes dans l'édition de 1564.
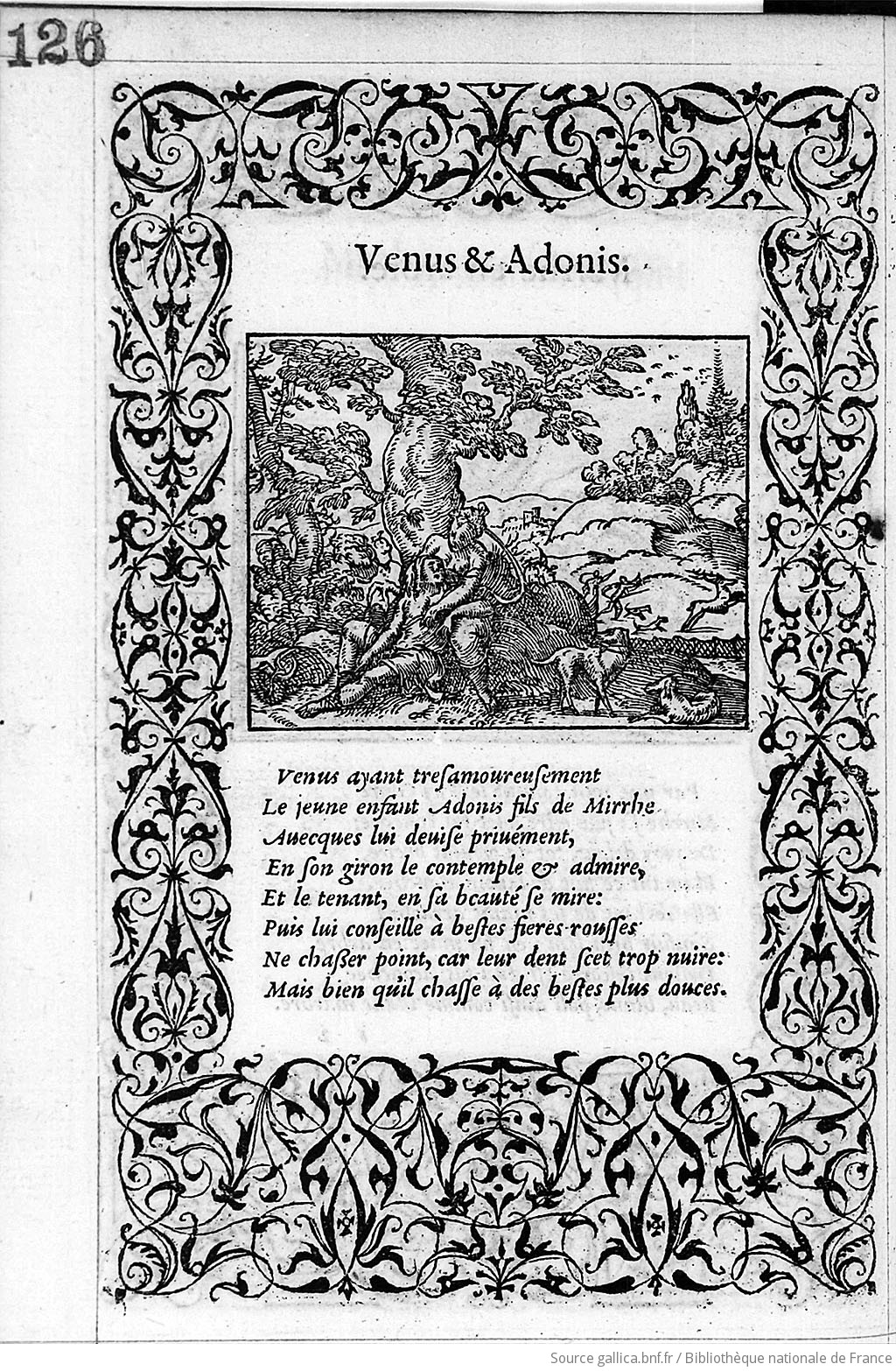
Vénus et Adonis, gravure de Bernard Salomon publiée dans la Métamorphose d'Ovide figurée par Jean de Tournes dans l'édition de 1564.
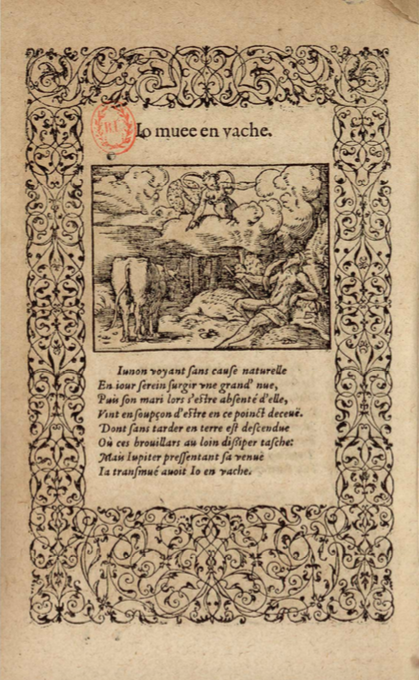
Io muée en vache, gravure de Bernard Salomon publiée dans la Métamorphose d'Ovide figurée par Jean de Tournes dans l'édition de 1564.
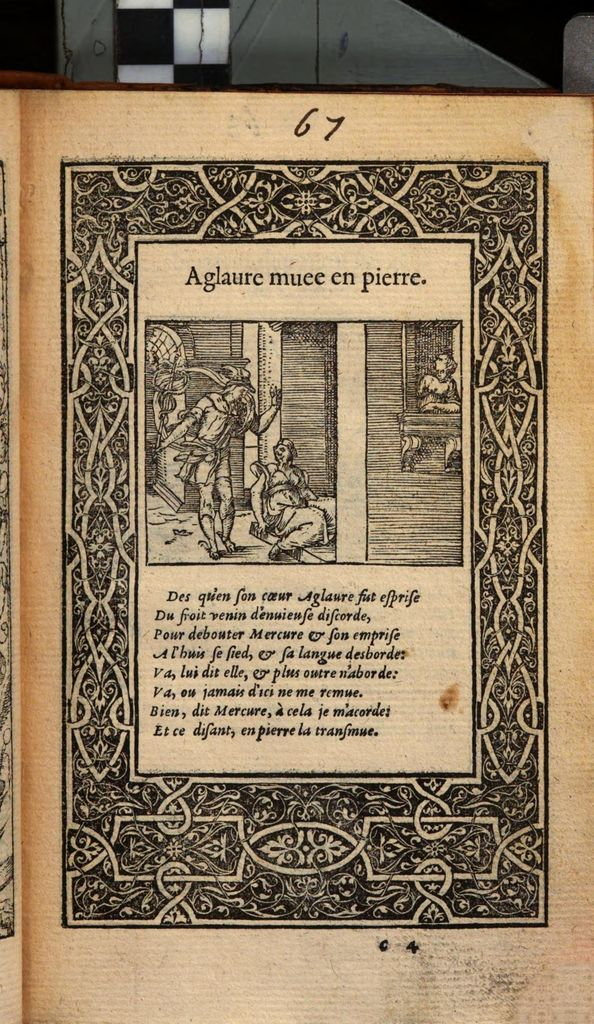
Aglaure muée en pierre, gravure de Bernard Salomon publiée dans la Métamorphose d'Ovide figurée par Jean de Tournes dans l'édition de 1564.